# Ulotrichopus ochreipennis
Ulotrichopus ochreipennis là một loài bướm đêm trong họ Erebidae.